# Josef Klíma (basket-ball, 1950)
Pour les articles homonymes, voir Josef Klíma (basket-ball, 1911).
Josef Klíma, né le 9 janvier 1950 à Karlovy Vary, en Tchécoslovaquie, est un ancien joueur tchécoslovaque de basket-ball. Il est le fils de Josef Klíma.